# Lidiya Mukhtarovna Yusupova
Lidiya Mukhtarovna Yusupova (tiếng Nga: Лидия Мухтаровна Юсупова) (sinh ngày 15 tháng 9 năm 1961 tại Grozny, Liên bang Xô Viết) là điều phối viên về luật pháp của Hội bảo vệ nhân quyền Memorial có trụ sở ở Moskva. Trước  đó, Yusupova làm giám đốc chi nhánh Memorial tại Grozny.

## Sự nghiệp
Yusupova sinh tại Grozny, có cha là người Chechnya và mẹ là người Nga.  Bà học văn học Nga ở học viện Karachaevo-Cherkeski. Sau đó, bà học luật học ở đại học Grozny, rồi làm giáo sư luật học. Trong thời Chiến tranh Chechnya lần thứ nhất, bà đã chứng kiến thảm kịch chiến tranh, và bị mất nhiều bạn bè, đồng nghiệp, người hàng xóm, cùng nhiều thân nhân. Năm 2000, trong thời Chiến tranh Chechnya lần thứ hai,bà quyết định hiến thân bảo vệ nhân quyền, dùng khả năng tinh thông luật pháp và kinh nghiệm cá nhân của mình trong suốt 2 cuộc chiến để giúp đỡ các người khác bị vướng vào cuộc xung đột đẫm máu.
Yusupova thu thập lời khai từ các nạn nhân của các vụ vi phạm nhân quyền, và đưa các trường hợp này ra yêu cầu các cơ quan quân sự phải tuân theo pháp luật.  Không chỉ giúp đỡ các nạn nhân về mặt pháp lý, bà cũng thông tin cho toàn thế giới biết về các vụ vi phạm nhân quyền của Lực lượng vũ trang Nga cũng như của quân nổi dậy Chechnya.  Yusupova đã được đài tin tức BBC mô tả là "người phụ nữ dũng cảm nhất châu Âu", và các người đại diện của Tổ chức Ân xá Quốc tế cũng tuyên bố bà là "một trong số phụ nữ dũng cảm nhất ở châu Âu".
Ngày 12.10.2006 Liên đoàn Quốc tế Nhân quyền cho biết là Yusupova đã bị đe dọa giết chết vì việc làm của mình 

## Giải thưởng
- Cả Yusupova lẫn tổ chức của bà đã được đề cử cho Giải Nobel Hòa bình.
- Năm 2004 bà đã được trao Giải Martin Ennals
- Năm 2005 bà đoạt Giải tưởng niệm Thorolf Rafto.

## Trích dẫn
- Mức độ vi phạm nhân quyền hàng loạt và sự khủng bố cấp nhà nước vẫn diễn ra hàng ngày... Hiện nay mọi người đều bị nguy hiểm, không chỉ những người sống ở Chechnya, nhưng cả những người sống ở Nga cũng vậy... Xã hội sẽ trả lời. Một số lực đối trọng với tình trạng điên rồ này phải xuất hiện, có thể là ở dạng của một phong trào bất đồng chính kiến mới, hoặc dưới các hình thức khác mà chúng ta chưa biết. Sẽ không tránh khỏi việc chính quyền tìm cách đàn áp phong trào này cách tàn nhẫn và dã man. Nhưng sự đàn áp sẽ chỉ thúc đẩy phong trào lớn mạnh, bất kể mọi nỗi sợ hãi."  Lưu trữ ngày 22 tháng 11 năm 2008 tại Wayback Machine
- "...chúng ta sẽ không bỏ cuộc và nói rằng tình hình này là vô vọng. Hiện vẫn còn lương tâm của chúng ta, vẫn còn sự tưởng nhớ các nạn nhân của cuộc chiến này, vẫn còn là nhiệm vụ của chúng ta phải thử ngăn chặn sự đổ máu thêm nữa. Chúng ta phải truy tố tất cả các thủ phạm của tội ác chiến tranh và tội ác chống nhân loại."